# Nuestra Señora de los Remedios (Los Realejos)
Nuestra Señora de los Remedios es una imagen de madera policromada que representa a la Virgen María bajo la advocación del Buen Remedio, que se venera en la Parroquia Matriz del Apóstol Santiago de Los Realejos. Es copatrona de la parroquia y es muy querida por los realejeros, que recurren a ella como remediadora de todas sus penas y males.

## Historia
Desde el siglo XVI existía en el altar mayor una imagen de Nuestra Señora de los Remedios, que recibía culto desde la década de 1570 y que contaba desde 1580 como día dedicado a esta advocación el 8 de septiembre, festividad que aún conserva. Por estas fechas, las fiestas se trataban de diversos cultos religiosos, como el lunes de las proveedoras con misa y procesión, además de bailes y otras actividades. Sin embargo, decayeron por motivos económicos, quedando únicamente la eucaristía y la procesión hacia la calle del agua. En principio su festividad se celebraba el 18 de diciembre, Fiesta de la Expectación de Nuestra Señora (también conocida como el día de la Virgen de la O). Debido a que su festividad contaba con gran cantidad de actos religiosos, además de varias procesiones, hizo que fuera necesario buscar otras solemnidades litúrgicas dedicadas a la Virgen.
La Virgen de los Remedios tuvo que compartir su culto con otras advocaciones marianas que tenían gran devoción desde el siglo XVI, como la Inmaculada Concepción, La Soledad o El Rosario, añadiendo las que se sumaron en la centuria siguiente, como Nuestra Señora del Socorro, o la de los Ángeles, o incluso la Gran Madre Protectora de los dos Realejos, como fue Nuestra Señora de Los Aflijidos. Todo esto provocó que la cofradía de Los Remedios no llegara a formarse hasta finales del siglo XVIII, cuando el culto a casi todas estas advocaciones había desaparecido. Todas estas advocaciones de gran devoción hicieron que el culto a Los Remedios decayera considerablemente, llegando incluso a ser entregada a la Cofradía del Rosario en 1648.
Fue en 1675, cuando sería colocada en el nuevo altar mayor por el mayordomo de fábrica Marcos Martínez Carranza, realzando de nuevo el culto a Nuestra Señora de los Remedios, que irá aumentando su devoción recuperándose de nuevo sus cultos y fiestas, llegando a realizarle misas hasta el mismo día de la Candelaria, Festividad de la Purificación de la Virgen.
En 1731 adquiere el rango de Patrona del templo. Tras la decadencia del culto a Nuestra Señora de los Afligidos surge un enfrentamiento entre el Realejo Alto y el Realejo de Abajo por este culto, potenciándose la veneración a Los Remedios, ya que al entronizarse en La Concepción no sólo perdió su devoción en el Realejo Alto sino que además vendría a dividir a su feligresía entre afligidistas y rosaristas. A finales de este siglo, en el año 1794, el obispo Tavira ordena la ejecución de un tabernáculo en el altar mayor, y la Virgen es trasladada al retablo de Nuestra Señora del Rosario, en la nave del Evangelio, y fue la advocación que más devoción tuvo de la parroquia, acabando con la devoción de todas las representaciones marianas del templo. La imagen debía estar muy estropeada, ya que el Obispo dejó caer la idea de sustituirla por una nueva de talla completa. Pero no fue hasta 1817 cuando sucedería el cambio, cuando llega la hermosa imagen actual, traída en procesión desde la ermita de San Benito hasta la parroquia.

## La Imagen
La talla, llegada a la parroquia en 1817 con el fin de sustituir la imagen anterior, denota claramente la impronta del escultor orotavense Fernando Estévez. La imagen presenta un evidente parecido a otras obras del escultor, además que en la fecha que se realizó era el escultor más sobresaliente de Canarias, sin embargo, no se han encontrado todavía los documentos del encargo que confirmen su autoría. Se sabe que Estévez realizó el mismo año una imagen de Nuestra Señora de Los Dolores para acompañar a El Nazareno  del Convento franciscano de Santa Lucía.
La Virgen presenta un ligero movimiento de cabeza, siendo lo que más destaca de la imagen la gran belleza y expresividad de sus ojos, además del esbelto cuello que presenta. Si bien, el niño no pertenece al mismo escultor, pudiendo ser de la imagen anterior. Su arcaísmo contrasta con la imagen dulce de María, un rostro lleno de serenidad, de estilo clásico pero con ciertos tintes románticos.

## Las Festividades
El culto de la advocación de Los Remedios está presente desde el siglo XVI, pero es a partir de 1817, ya con el culto de Ntra. Sra. de los Afligidos en total decadencia, cuando toma auge y protagonismo y a finales del siglo XIX y principios del XX, hace que sus fiestas tengan una gran importancia y se enriquezcan con numerosas actividades de carácter lúdico, como cabalgatas, conciertos, iluminaciones venecianas y fuegos artificiales. La festividad de septiembre gozó entonces de gran importancia, sin embargo, la aparición de la Virgen de Fátima en mayo de 1917 hace que este mes se consagre tradicionalmente a la Virgen María. Es en este mes, el lunes después de la romería de San Isidro Labrador, conocido como Lunes de Remedios, cuando la Virgen procesiona por las calles de Los Realejos realizando la misma noche el recorrido de las tres procesiones que hacia en el mes de septiembre.

## El Ajuar
La imagen posee un rico ajuar, muestra del cariño de su feligresía. Tiene cuatro mantos: uno de color beige para uso diario, otro azul con brocados en oro y flecos de oro estrefino, otro rosado con brocados en oro que usa para las solemnidades en su honor, y otro beige con bordados de flores de colores que utilizaba también para uso diario. Cabe destacar las tres sayas; la primera de color salmón para uso diario, la segunda brocada en oro casi en su totalidad y la tercera de color rojo con brocados en oro, estas dos utilizadas para la procesión. También posee tres tocas de encaje, una para diario y dos para procesionar, conjuntadas con sus respectivos manguitos de encaje y trajes del niño. Respecto a la orfebrería, tanto la Virgen como el niño poseen dos coronas, una de plata para uso diario y otra de plata sobredorada para sus fiestas. También tiene dos fajines con pedrería, un broche de pavo real traído de Londres, un collar de pedrería lila y otros complementos.

## Patrimonio Musical
La Imagen de Ntra. Sra. de Los Remedios de Los Realejos cuenta entre su patrimonio con dos marchas procesionales.
La primera, "Virgen de Remedios, Realejera" fue compuesta por el cordobés D. José Molina Comino.
Por otra parte, el músico realejero D. Borja Romero González le dedicó en 2017 una marcha que lleva por título "Flor de Mayo", pieza compuesta en conmemoración del 200 aniversario de la bendición de la imagen.